# Puzur-Ašur I.
Puzur-Ašur I. (akadsko 𒁍𒀫𒀸𒋩, Pu-AMAR-Aš-ŠUR) je bil kralj Starega asirskega cesarstva, ki je vladal okoli leta 2000 pr. n. št.
Omenjen je na Seznamu asirskih kraljev in napisih kasnejših kraljev, med njimi njegovega sina in naslednika Šalim-aheja in kasnejših Ašur-rim-nišešuja in Šalmaneserja III. Kasnejši kralji ga omenjajo med kralji, ki so obnovili mestno obzidje Ašurja, ki ga je začel obnavljati Kikija.
Puzur-Ašur I. je morda ustanovil avtohtono asirsko dinastijo, ki je obstajala osem generacij do Erišuma II., ki ga je strmoglavil Amorit Šamši-Adad I. Hildegard Levy v svoji Zgodovini takšno razlago zavrača in v  Puzur-Ašurju I. vidi vladarja iz daljše dinastije, ki jo je začel  njegov predhodnik Sulili. Napisi povezujejo Puzur-Ašurja I. z njegovimi neposrednimi nasledniki do Erišuma II.
Na Seznamu asirskih kraljev ni Zarikuma, znanega iz napisov kot ensija (guvernerja) Ašurja pod Amar-Sinom iz Tretje urske dinastije. Tega Zarikuma, čigar ime je semitsko, znanstveniki včasih postavljajo med Akijo in Puzur-Ašurja I.
Nasledniki Puzur-Ašurja I. so se naslavljali z išši’ak Aššur (podkralj Ašurja) ali ensi.